# Liberty Township (Clinton County, Iowa)
Die Liberty Township ist eine von 18 Townships im Clinton County im Osten des US-amerikanischen Bundesstaates Iowa.

## Geografie
Die Liberty Township liegt im Osten von Iowa rund 60 km westlich des Mississippi, der die Grenze zu Illinois bildet. Die Grenze zu Wisconsin befindet sich rund 80 km nördlich.
Die Liberty Township liegt auf 41°54′20″ nördlicher Breite und 90°50′53″ westlicher Länge und erstreckt sich über 94 km². Die Township wird von Nordwest nach Südost vom Wapsipinicon River durchflossen, einem rechten Nebenfluss des Mississippi.
Die Liberty Township liegt Westen des Clinton County und grenzt im Nordwesten an das Jones sowie im Westen an das Cedar County. Innerhalb des Clinton County grenzt die Liberty Township im Norden an die Sharon Township, im Nordosten an die Brookfield Township, im Osten an die Grant Township, im Südosten an die Olive Township und im Süden an die Spring Rock Township.

## Verkehr
Durch die Liberty Township führen keine überregionalen Fernstraßen. Alle Straßen sind County Roads sowie weiter untergeordnete und zum Teil unbefestigte Fahrwege.
Die nächstgelegenen Flugplätze sind der rund 25 km nordöstlich der Township gelegene Maquoketa Municipal Airport und der rund 50 km östlich gelegene Clinton Municipal Airport. Der nächstgelegene größere Flughafen ist der rund 70 km südöstlich gelegene Quad City International Airport.

## Bevölkerung
Bei der Volkszählung im Jahr 2010 hatte die Township 332 Einwohner. Neben Streubesiedlung existiert in der Liberty Township mit Toronto eine selbstständige Kommune (mit dem Status „City“).